# Ryszard Halwa
Ryszard Halwa (ur. 14 lipca 1954 w Orłach) – polski ksiądz katolicki, pallotyn, działacz pro-life, publicysta, redaktor naczelny pisma „Moja Rodzina” i portalu internetowego prawy.pl.

## Życiorys
Święcenia kapłańskie przyjął 2 maja 1981. Został kapłanem Stowarzyszenia Apostolstwa Katolickiego. Działał w ruchach pro-life. W 1989 był fundatorem Fundacji SOS Obrony Poczętego Życia. Organizował liczne sympozja naukowe i kongresy na temat aborcji. W 1993 założył i został redaktorem naczelnym miesięcznika „Moja Rodzina”, w którym publikuje. Jest także publicystą tygodnika „Niedziela”. Współtworzył również i stanął na czele redakcji portalu internetowego prawy.pl.